# ارتشیو
ارتشیو (به اسپانیایی: Arteijo) یکی از دهستان‌های اسپانیا است که در گالیسیا واقع شده‌است.

## خصوصیات
ارتشیو ۹۳٫۷۶ کیلومترمربع مساحت و ۳۱٬۰۰۵ نفر جمعیت دارد.